# 9336 Altenburg
För andra betydelser, se Altenburg (olika betydelser).
9336 Altenburg eller 1991 AY2 är en asteroid i huvudbältet som upptäcktes den 15 januari 1991 av den tyske astronomen Freimut Börngen vid Tautenburg-observatoriet. Den är uppkallad efter den tyska staden Altenburg.